# Лагоа (Маседу-де-Кавалейруш)
Лагоа (порт. Lagoa; МФА: [ɫɐ.ˈgo.ɐ]) — парафія в Португалії, у муніципалітеті Маседу-де-Кавалейруш. Розташована в північно-східній частині країни, на теренах історичної португальської провінції Трансмонтана. Входить до складу округу Браганса. За адміністративним поділом, чинним до 1976 року, терени парафії були складовою провінції Трансмонтана і Верхнє Дору. Належить до Брагансько-Мірандської діоцезії Католицької церкви. Патрон — Мартин Турський. Площа — 35,1140 км². Населення — 312 ос. (2011). Слабо урбанізований регіон. Густота населення — 8,89 осіб/км²
. Код — 040516.

## Населення
| Кількість мешканців | Кількість мешканців | Кількість мешканців | Кількість мешканців | Кількість мешканців | Кількість мешканців | Кількість мешканців | Кількість мешканців | Кількість мешканців | Кількість мешканців | Кількість мешканців | Кількість мешканців | Кількість мешканців | Кількість мешканців | Кількість мешканців |
| ------------------- | ------------------- | ------------------- | ------------------- | ------------------- | ------------------- | ------------------- | ------------------- | ------------------- | ------------------- | ------------------- | ------------------- | ------------------- | ------------------- | ------------------- |
| 1864                | 1878                | 1890                | 1900                | 1911                | 1920                | 1930                | 1940                | 1950                | 1960                | 1970                | 1981                | 1991                | 2001                | 2011                |
| 579                 | 585                 | 644                 | 543                 | 675                 | 602                 | 701                 | 840                 | 838                 | 960                 | 858                 | 681                 | 409                 | 432                 | 312                 |